# Stanley & Iris
Stanley & Iris ist ein US-amerikanisches Filmdrama aus dem Jahr 1990. Die Regie führte Martin Ritt, das Drehbuch schrieben Harriet Frank Jr. und Irving Ravetch anhand des Romans Union Street von Pat Barker. Die Hauptrollen spielten Jane Fonda und Robert De Niro.

## Handlung
Die Witwe Iris King sorgt alleine für ihre Kinder Kelly und Richard, indem sie in einer Großbäckerei arbeitet. Dort lernt sie den Koch Stanley Cox kennen, mit dem sie sich anfreundet.
Iris kommt über den Tod ihres vor acht Monaten verstorbenen Mannes nicht hinweg und ist zudem mit Problemen ihrer heranwachsenden Kinder konfrontiert. Stanley seinerseits muss den Tod seines gerade verschiedenen Vaters verkraften, mit dem er noch bis vor kurzem zusammengewohnt hat.
Nachdem der Chef von Stanley erfährt, dass dieser nicht lesen kann, wird Stanley entlassen. Iris bringt Stanley das Lesen bei und kommt ihm dabei menschlich näher. Sie geht eine Beziehung mit ihm ein und kann dadurch ihre Trauer um ihren verstorbenen Mann überwinden, während Stanley sich beruflich weiterentwickeln kann.

## Kritiken
Rita Kempley schrieb in der Washington Post vom 9. Februar 1990, dass Jane Fonda anscheinend gerne Arbeiterinnen spiele. In dieser Rolle wirke sie nicht so glaubwürdig wie Robert De Niro als Koch.

„Bis auf den allzu klischeehaften optimistischen Schluß eine wunderschön erzählte Liebesgeschichte über die Hilfe zur Selbsthilfe, die kurz, aber präzise auch gesellschaftliche Realitäten beleuchtet. Hervorragend inszeniert und in den Hauptrollen brillant besetzt.“

## Hintergrund
Die Dreharbeiten fanden in Waterbury, Connecticut und in Toronto statt. Das Einspielergebnis in den US-Kinos betrug 5,82 Millionen US-Dollar.
Der Film war der letzte Film mit Jane Fonda bis zur Komödie Das Schwieger-Monster aus dem Jahr 2005.